# The Train: Escape to Normandy
The Train: Escape to Normandy è un videogioco sparatutto e simulatore di treno a vapore, pubblicato nel 1988 per i computer Amstrad CPC, Commodore 64, MS-DOS e ZX Spectrum dalla Accolade e in Europa anche in licenza dalla Electronic Arts. Venne sviluppato originariamente per Commodore 64 dalla canadese Artech Digital Entertainment. Il gioco rappresenta la fuga di un treno militare attraverso la Francia occupata ed è ispirato, non dichiaratamente, al film del 1964 Il treno (The Train).

## Trama
È il 1944 e la Germania nazista si sta ritirando all'avanzata degli Alleati. I tedeschi hanno caricato un treno con opere d'arte di enorme valore sottratte dalla Francia per portarle a Berlino. Il terno è fermo a Metz, ben difeso, e sta aspettando il favore della notte per partire. Un gruppo di uomini della Resistenza francese intende impadronirsi del treno e farlo viaggiare in direzione opposta, con l'obiettivo finale di raggiungere gli Alleati a Rivière (da cui il sottotitolo "fuga in Normandia", sebbene Rivière sia in realtà più a est della Normandia). Il giocatore impersona Pierre LeFeu, un combattente della Resistenza che si improvvisa macchinista del treno, aiutato dal compagno Le Duc, più esperto di treni ma ferito, e da altri membri della Resistenza, sia a bordo del treno sia come supporto dall'esterno.

## Modalità di gioco
The Train è un misto di simulazione di guida del treno, fasi d'azione sparatutto con visuale in prima persona fissa, e strategia nella pianificazione del viaggio.
All'inizio della partita bisogna impadronirsi del treno con una scena sparatutto ambientata nella stazione di notte. La schermata mostra la visuale fissa in soggettiva di Pierre, con il suo braccio che impugna il mitra e un mirino che il giocatore sposta sullo schermo per sparare. L'obiettivo è coprire Le Duc mentre, avanzando lentamente nell'ombra, va a manovrare gli scambi e poi torna al treno. I soldati nemici si affacciano uno alla volta dalle finestre illuminate della stazione e vanno eliminati prima che le loro raffiche, visibili come scie di impatti di proiettili sul terreno, raggiungano Pierre. Ci si può anche mettere al riparo dalle raffiche premendo un tasto, ma nel frattempo Le Duc non avanzerà.
Si passa quindi alla guida del treno, che avviene principalmente da una schermata che mostra l'interno della locomotiva, con una serie di strumenti e comandi utilizzabili tramite un cursore. Si visualizzano velocità, pressione del vapore, temperatura, riserva d'acqua, stato del prossimo scambio, e si può spalare carbone nella fornace, regolare la valvola di accelerazione, frenare, invertire la marcia, scaricare il vapore, e suonare il fischio; quest'ultimo serve a mandare segnali in codice alla Resistenza per commutare gli scambi. Cambiando schermata si può visualizzare la mappa di tutta la rete ferroviaria oppure una delle due visuali in prima persona fissa dei mitraglieri antiaereo. In caso di attacco di caccia tedeschi si possono usare alternativamente due postazioni, sul davanti e sul retro del treno, per sparare ai nemici usando un mirino. In tutte le schermate, in basso compaiono messaggi di testo sullo stato del treno ed eventuale vicinanza di luoghi. Mettendo in pausa si vedono altri dettagli tra cui il punteggio e la percentuale dei danni subiti da varie componenti del treno (causati dai combattimenti o dal cattivo uso).
Le stazioni ferroviarie di solito sono controllate dal nemico e se si decide di fermarsi a una è necessario conquistarla. Bisogna coprire con il mitra Le Duc mentre entra nella stazione, in uno sparatutto con lo stesso funzionamento della scena iniziale, ma con uno sfondo diverso. In stazione si ottengono rifornimenti di carbone e acqua e si spiano informazioni tedesche riguardanti le condizioni della ferrovia. Si può inoltre usare il telegrafo per mandare una richiesta alla Resistenza. In tutta la partita si può fare un numero limitato di richieste, che possono essere: conquistare la prossima stazione (evitando il combattimento al giocatore), conquistare il prossimo ponte, o riparare il treno. La Resistenza risponde con l'orario in cui eseguirà la richiesta e, per le riparazioni, il luogo.
Per attraversare un ponte in mano al nemico è obbligatorio fermarsi prima e, con un cannone posto a metà treno, affondare un gruppo di cannoniere. Anche qui si ha uno sparatutto in prima persona su uno scenario fisso, ma senza mirino, per cui è necessario regolare la mira per tentativi. Le barche sparano a loro volta e se non si distruggono in tempo danneggiano il treno.
Il gioco termina con la sconfitta se Pierre viene colpito nelle stazioni, il giocatore colpisce accidentalmente Le Duc, il treno non è più in grado di muoversi, il carico d'arte è eccessivamente danneggiato, o si fa giorno. La vittoria si ottiene conquistando la stazione di Rivière.

## Accoglienza
The Train ottenne valutazioni variabili dalla critica, di solito buone o medie, almeno nelle versioni a 8 bit, mentre quella MS-DOS fu poco trattata. Non mancano alcune valutazioni negative, più che altro per quanto riguarda le fasi di combattimento.
Venne a volte notata una vaga somiglianza con il precedente simulatore di volo Ace of Aces della Accolade.